# Citadelle de Cổ Loa
Cổ Loa (chinois : 古螺城) est la capitale du royaume d'Âu Lạc de 258 à 208 av. J.-C.. Cổ Loa est située à 16 km au Nord de l'actuelle Hanoï.

## Étymologie
Son nom, dérivé du Sino-Vietnamien 古螺古城 / 几羅邑 signifiant "k'la" ou "le poulet",, renvoie aux trois enceintes structurant la citadelle.

## Géographie
Au temps du Royaume d’Âu Lạc, Cổ Loa se trouvait au sommet du triangle formé par le delta du Fleuve Rouge et était un lieu d’échanges important entre voies maritimes et voies terrestres, où il était possible de contrôler aussi bien la plaine que les régions semi-montagneuses.
Cổ Loa se trouve plus précisément dans une région de hautes collines située sur la rive gauche de la rivière Hoàng. Alors que les alluvions l'ont transformée depuis en simple ruisseau, la rivière Hoàng était à l’époque un affluent important du Fleuve Rouge, qu’elle reliait à la rivière Cầu, la plus grande du réseau fluvial de Thái Bình.
Ainsi, du point de vue de la circulation fluviale, Cổ Loa occupait incontestablement un emplacement idéal au sein des plaines du Bac Bô, à la jonction des réseaux fluviaux de la rivière Hoàng et de la rivière Thái Bình. Depuis la rivière Hoàng, les bateaux de petite taille pouvaient se rendre partout, au Nord et à l'Ouest de la région du Bắc Bộ en remontant vers l’amont et jusqu’à la mer en descendant vers l’aval, ou bien au Nord-Est en empruntant la rivière Câu, pour accéder au réseau fluvial de Thái Bình, jusqu’aux rivières Thương et Lục Nam.
Phong Khê, la région de Cổ Loa, était à l'époque une plaine peuplée et riche caractérisée par la présence de multiples hameaux et villages vivant d’agriculture, de pêche et d’artisanat.
Le transfert de la capitale de Phong Châu (actuelle province de Phú Thọ) à Cổ Loa, intervient durant une période de développement pour le Royaume d’Âu Lac, marquée par un déplacement du pouvoir de la région semi-montagneuse de Trung Du vers les plaines de Phong Khê. La sédentarisation des peuples dans les plaines se traduit par des changements majeurs du point de vue démographique (caractérisée par un accroissement), social et des échanges économiques, facilités par le développement des voies terrestres et maritimes. L’agriculture connaît quant à elle des avancées techniques importantes permettant d’améliorer la riziculture.
Il s'agit par ailleurs d'une époque durant laquelle le rayonnement de la civilisation Đông Sơn se renforce.

## Histoire
Par les légendes, la Citadelle a été érigée pendant la fin de la Dynastie Hồng Bàng (environ 257 av. J.-C.). Le site abritait diverses reliques de la civilisation Đông Sơn, remontant à l'âge de Bronze.
Selon la légende la citadelle (Vietnamien: Cổ-Loa Thành) fut bâtie sur les conseils de la Tortue d'Or.
L'histoire raconte qu'à l'origine, on entreprit la construction d'une première ville mais qui ne fut jamais achevée car le travail effectué dans la journée était détruit durant la nuit. Le roi fit alors un sacrifice et la nuit même, une tortue d'or vint le voir dans son rêve et lui dit qu'il devait bâtir une ville sur la carapace de la tortue. À la place, le roi fut informé qu'il devait construite la ville dans un autre endroit - celui d'aujourd'hui de Co Loa. Le roi s'exécuta, et la ville fut bientôt finie.
La ville eut la forme d'un coquillage et avait 9 murs, chacun d'eux fut protégé par une douve. Les douves furent des parties d'une série de ruisseaux incluant la Rivière Hoang Giang vers le Sud et les lacs qui existaient à ce jour et alimente Co Loa en protection et navigation.
Hors de la reconnaissance du roi, la tortue magique donna au roi une griffe qu'il pouvait utiliser comme un levier sur son arbalète. Quand il était utilisé, il multipliait ses forces par mille. Bien qu'un des chefs de la dynastie Qin, Zhao Tuo, prit l'avantage du déclin de la dynastie Qin et créa son propre royaume du Nord du Au Lac. Il essaya de conquérir son voisin du sud mais fut défait. Il maria alors son fils à la fille du roi Thuc. Quand le fils fut à Co Loa, il découvrit la griffe de la tortue magique et la vola. Son père envahit le royaume d'Au Lac et Co Loa et facilement défait.